# Friona delenita
Friona delenita là một loài tò vò trong họ Ichneumonidae.